# سیارک ۸۵۴۱۱
سیارک ۸۵۴۱۱ (به انگلیسی: 85411 Paulflora، نامگذاری:1996VA1) هشتاد و پنج هزار و چهارصد و یازدهمین سیارک کشف شده‌است که در ۳ نوامبر ۱۹۹۶ کشف شد.